# Mestawet Tufa
Mestawet Tufa Demisse (Arsi, 14 september 1983) is een Ethiopische atlete. In 2000 won ze een zilveren medaille op de wereldkampioenschappen voor junioren op de 3000 m. In Nederland kreeg ze vooral bekendheid door haar optredens in de Zevenheuvelenloop.

## Loopbaan
Tufa won de Zevenheuvelenloop in 2008 voor de derde maal. Met haar winnende tijd van 46.57 bleef ze slechts twee seconden verwijderd van het wereldrecord van de Japanse Kayoko Fukushi. Eerder won zij deze wedstrijd in 2003 en 2006. Haar winnende tijden waren toen respectievelijk 49.06 en 47.22. In 2003 won zij ook de 20 kilometer van Parijs, alsmede de  10 kilometer van Madrid. In 2004 scherpte zij haar persoonlijk record op de 5000 m aan tot 15.00,26 en werd ze vijfde op de 15 km tijdens de Zevenheuvelenloop.
Mestawet Tufa liep in 2007 in Valkenswaard een snelle 10.000 m in 31.00,27, een persoonlijk record. Met deze beste wereldseizoenprestatie bleef ze onder de limiet van 31.10 voor de wereldkampioenschappen in Osaka, maar werd desalniettemin door de Ethiopische keuzeheren voor Osaka gepasseerd.
Bijna op de kop af een jaar later was zij in Nijmegen tijdens de Nijmegen Global Athletics op de 10.000 m alweer sneller: in een tijd van 30.38,33 won zij de wedstrijd, waarin de als tweede finishende Lornah Kiplagat in 31.04,01 haar uitzending naar de Olympische Spelen van 2008 in Peking zeker stelde. Tufa stond vlak voor de Spelen derde op de wereldseizoenranglijst 2008. Op de Spelen van Peking stelde ze echter teleur en moest ze op de 10.000 m nog voor de finish uitstappen.

## Titels
- Afrikaanse Spelen kampioene 10.000 m - 2007

## Persoonlijke records
Baan
| Onderdeel | Prestatie | Datum        | Plaats    |
| --------- | --------- | ------------ | --------- |
| 3000 m    | 8.47,41   | 11 juni 2006 | Gateshead |
| 5000 m    | 14.51,72  | 26 mei 2007  | Hengelo   |
| 10.000 m  | 30.38,33  | 25 juni 2008 | Nijmegen  |

Weg
| Onderdeel      | Prestatie | Datum            | Plaats     |
| -------------- | --------- | ---------------- | ---------- |
| 10 km          | 31.12     | 24 februari 2008 | San Juan   |
| 15 km          | 46.57     | 16 november 2008 | Nijmegen   |
| 20 km          | 1:05.27   | 11 oktober 2009  | Birmingham |
| halve marathon | 1:08.48   | 21 november 2010 | New Delhi  |
| 25 km          | 1:25.59   | 10 maart 2013    | Nagoya     |
| 30 km          | 1:43.39   | 10 maart 2013    | Nagoya     |
| marathon       | 2:26.20   | 10 maart 2013    | Nagoya     |

## Palmares

### 3000 m
- 2000: 5e WJK - 9.16,73
- 2001:  WK junioren B - 9.11,60

### 5000 m
- 2006: 8e Wereldatletiekfinale - 16.09,29

### 10.000 m
- 2007:  Afrikaanse Spelen - 31.26,05

### 10 km
- 2003:  10 km van Madrid
- 2008:  Tilburg Ten Miles - 31.48
- 2009:  Tilburg Ten Miles - 31.15

### 15 km
- 2003:  Zevenheuvelenloop - 49.06
- 2006:  Zevenheuvelenloop - 47.22
- 2008:  Zevenheuvelenloop - 46.57

### 10 Eng. mijl
- 2008:  Dam tot Damloop - 51.36
- 2010:  Dam tot Damloop - 52.43

### 20 km
- 2003:  20 km van Parijs - 1:06.29

### halve marathon
- 2009: 5e WK in Birmingham - 1:09.11

### marathon
- 2013: 6e marathon van Nagoya - 2:26.20
- 2013: 7e marathon van Amsterdam - 2:34.10
- 2016: 7e Marathon van Dubai - 2:26.34

### overige afstanden
- 2003:  4 Mijl van Groningen - 20.57

### veldlopen
- 2001: 10e WK veldlopen voor junioren in Oostende - 22.24
- 2002: 7e WK veldlopen junioren in Dublin - 20.40
- 2006: 7e WK  (lange afstand) - 25.59
- 2007: 47e WK in Mombasa - 30.21
- 2008:  WK in Edinburgh - 25.15